# زوراب ژوانیا
زوراب ژوانیا (گرجی: ზურაბ ჟვანია) زاده ۹ دسامبر ۱۹۶۳ – درگذشته ۳ فوریه ۲۰۰۵) یک سیاست‌مدار اهل گرجستان بود. زوراب ژوانیا یکی از رهبران انقلاب مخملین گرجستان در سال بود.

## زندگی‌نامه
ژوانیا در سال ۱۹۸۵ از دانشکده زیست‌شناسی دانشگاه دولتی تفلیس فارغ‌التحصیل شد. در سال ۱۹۹۳ با نینو کاداگیدزه ازدواج نمود؛ و صاحب سه فرزند بود. وی به زبان‌های گرجی، ارمنی، عبری، انگلیسی، آلمانی و روسی تسلط داشت. برای بین سال‌های ۱۹۸۸ تا ۱۹۹۰ ریاست شورای مرکزی حمایت از محیط زیست را برعهده داشت و سخنگوی حزب سبزها تلقی می‌شد. وی مدتی نیز در پارلمان گرجستان عضویت داشت. وی در فوریه ۲۰۰۴ در پی انتخاب میخائیل ساکاشویلی به ریاست جمهوری گرجستان به مقام نخست‌وزیری منصوب شد. جسد ژوانیا در ابتدای صبح ۳ فوریه ۲۰۰۵ در آپارتمان یکی از دوستان خود، رائول یوسف اف معاون نماینده منطقه کموکارتلی، در تفلیس پیدا شد. علت مرگ وی خفگی ناشی از نشت گاز بود. هنگام مرگ وی ۴۱ سال سن داشت. ساکاشویلی دربارهٔ وی ژوانیا اظهار نمود که: 
گرجستان یکی از میهن پرستان بزرگ خود را از دست داد، کسی که تمام عمر خود را وقف خدمت به میهنش کرده بود، مرگ زوراب ژوانیا برای گرجستان و شخص من ضایعه بزرگی است.